# Klorättiksyra
Klorättiksyra är en halogenerad karboxylsyra.

## Egenskaper
Klorättiksyra har en syrakonstant (pKa) på 2,87 vilket gör den till en starkare syra än ättiksyra, men svagare än diklorättiksyra och triklorättiksyra.

## Framställning
Klorättiksyra framställs genom halogenisering av ättiksyra med röd fosfor, svavel eller jod som katalysator.
{\displaystyle {\rm {CH_{3}COOH+Cl_{2}\rightarrow CH_{2}ClCOOH+HCl}}}
Det kan också framställas genom hydrolys av trikloretylen med svavelsyra som katalysator.
{\displaystyle {\rm {C_{2}HCl_{3}+2\ H_{2}O\rightarrow CH_{2}ClCOOH+2\ HCl}}}

## Användning
- Som medicin används klorättiksyra i medel mot vårtor under medvarunamnet Acetocaustin.
- Under första världskriget användes klorättiksyra vid tillverkningen av senapsgas.